# Achyrolimonia trigonoides subtrigonoides
Achyrolimonia trigonoides subtrigonoides is een ondersoort van de tweevleugelige Achyrolimonia trigonoides uit de familie steltmuggen (Limoniidae). De soort komt voor in het Oriëntaals gebied.